# Khúc côn cầu trên cỏ tại Đại hội Thể thao Liên châu Mỹ 2019
Nội dung thi đấu môn Khúc côn cầu trên cỏ tại Đại hội Thể thao Liên châu Mỹ 2019 ở Lima, Peru được tổ chức từ ngày 30 tháng 7 đến ngày 10 tháng 8. Địa điểm tổ chức cuộc thi là sân khúc côn cầu nằm ở cụm dân cư Villa María del Triunfo. Tổng cộng có tám đội nam và tám đội nữ (mỗi đội gồm tối đa 16 vận động viên) tham gia tranh tài ở mỗi giải đấu. Điều này có nghĩa là có tổng cộng 256 vận động viên dự kiến thi đấu.
Đội tuyển giành được chiến thắng tại giải đấu này đủ điều kiện tham dự Thế vận hội Mùa hè 2020 ở Tokyo, Nhật Bản.

## Quốc gia tham dự
Có tổng cộng 9 quốc gia đã vượt qua vòng loại và giành quyền tham dự. Số lượng vận động viên đủ điều kiện nằm trong ngoặc đơn.
- Argentina (32)
- Canada (32)
- Chile (32)
- Cuba (32)
- México (32)
- Perú (32)
- Trinidad và Tobago (16)
- Uruguay (16)
- Hoa Kỳ (32)

## Bảng tổng sắp huy chương
| Hạng               | Đoàn               | Vàng | Bạc | Đồng | Tổng số |
| ------------------ | ------------------ | ---- | --- | ---- | ------- |
| 1                  | Argentina          | 2    | 0   | 0    | 2       |
| 2                  | Canada             | 0    | 2   | 0    | 2       |
| 3                  | Hoa Kỳ             | 0    | 0   | 2    | 2       |
| Tổng số (3 đơn vị) | Tổng số (3 đơn vị) | 2    | 2   | 2    | 6       |

## Danh sách huy chương
| Nội dung     | Vàng | Bạc | Đồng |
| ------------ | --- | --- | --- |
| Giải đấu Nam | Argentina · Juan Manuel Vivaldi · Pedro Ibarra · Nicolás Keenan · Maico Casella · Matías Paredes · Lucas Vila · Leandro Tolini · Ignacio Ortiz · Juan Martín López · Matías Rey · Lucas Martínez · Nicolás Cicileo · Agustín Mazzilli · Federico Fernández · Agustín Bugallo · Martín Ferreiro                               | Canada · Brandon Pereira · Scott Tupper · Oliver Scholfield · Keegan Pereira · Balraj Panesar · Adam Froese · Gordon Johnston · Brenden Bissett · James Wallace · Mark Pearson · John Smythe · Iain Smythe · James Kirkpatrick · Sukhi Panesar · Taylor Curran · David Carter                 | Hoa Kỳ · Jonathan Klages · Michael Barminski · Tyler Sundeen · Pat Harris · Thomas Barratt · Adam Miller · Alberto Montilla · Ajai Dhadwal · Aki Kaeppeler · Kei Kaeppeler · Christian DeAngelis · Paul Singh · Sean Cicchie · Deegan Huisman · Jonathan Orozco · Mohan Gandhi  |
| Giải đấu Nữ  | Argentina · Belén Succi · Sofía Toccalino · Rosario Luchetti · Agostina Alonso · Giselle Kañevsky · Carla Rebecchi · María José Granatto · Victoria Sauze · Agustina Albertario · Victoria Granatto · Eugenia Trinchinetti · Micaela Retegui · Silvina D'Elía · Noel Barrionuevo · Julieta Jankunas · Valentina Costa Biondi | Canada · Kaitlyn Williams · Kate Wright · Anna Mollenhauer · Elise Wong · Danielle Hennig · Rachel Donohoe · Hannah Haughn · Karli Johansen · Natalie Sourisseau · Sara McManus · Holly Stewart · Amanda Woodcroft · Madeline Secco · Brienne Stairs · Shanlee Johnston · Stephanie Norlander | Hoa Kỳ · Erin Matson · Lauren Moyer · Danielle Grega · Casey Umstead · Amanda Magadan · Ashley Hoffman · Julia Young · Linnea Gonzales · Anna Dessoye · Ali Froede · Mackenzie Allessie · Kathleen Sharkey · Margaux Paolino · Caitlin Van Sickle · Alyssa Manley · Kelsey Bing |

## Vòng loại
Tổng cộng có tám đội vượt qua vòng loại để tranh tài tại giải đấu. Với tư cách là nước chủ nhà, Peru tự động vượt qua vòng loại và tham dự giải đấu. Hai đội đứng đầu tại Đại hội Thể thao Trung Mỹ và Caribe 2018 và Đại hội Thể thao Nam Mỹ 2018 cũng vượt qua vòng loại. Hai đội đứng đầu chưa đủ điều kiện tham dự Cúp Liên châu Mỹ 2017 (sau khi tính đến kết quả của hai giải đấu trên) cũng vượt qua vòng loại. Nếu Canada và/hoặc Hoa Kỳ vẫn chưa vượt qua vòng loại, trận đấu loại trực tiếp giữa hai quốc gia và đội xếp thứ ba tại Cúp Liên châu Mỹ sẽ diễn ra. Nếu cả hai quốc gia đều vượt qua vòng loại, trận đấu loại trực tiếp sẽ không còn cần thiết và đội xếp thứ ba tại mỗi Cúp Liên châu Mỹ sẽ vượt qua vòng loại. Liên đoàn Khúc côn cầu Liên châu Mỹ (PAHF) đã chính thức công bố các đội vượt qua vòng loại vào ngày 10 tháng 9 năm 2018.

### Nam
| Giải đấu vòng loại                       | Ngày diễn ra           | Địa điểm     | Số suất tham dự | Các đội tuyển vượt qua vòng loại     |
| ---------------------------------------- | ---------------------- | ------------ | --------------- | ------------------------------------ |
| Quốc gia chủ nhà                         | —                      | —            | 1               | Perú                                 |
| Đại hội Thể thao Nam Mỹ 2018             | 29 tháng 5 – 6 tháng 6 | Cochabamba   | 2               | Argentina · Chile                    |
| Đại hội Thể thao Trung Mỹ và Caribe 2018 | 21–29 tháng 7          | Barranquilla | 2               | Cuba · México                        |
| Cúp Liên châu Mỹ Nam 2017                | 4–12 tháng 8           | Lancaster    | 3               | Canada · Hoa Kỳ · Trinidad và Tobago |
| Tổng cộng                                |                        |              | 8               |                                      |

- Trận đấu loại trực tiếp là không cần thiết vì Canada và Hoa Kỳ là hai đội đứng đầu đủ điều kiện tham dự Cúp Liên châu Mỹ Nam 2017.

### Nữ
| Giải đấu vòng loại                       | Ngày diễn ra           | Địa điểm     | Số suất tham dự | Các đội tuyển vượt qua vòng loại |
| ---------------------------------------- | ---------------------- | ------------ | --------------- | -------------------------------- |
| Quốc gia chủ nhà                         | —                      | —            | 1               | Perú                             |
| Đại hội Thể thao Nam Mỹ 2018             | 30 tháng 5 – 7 tháng 6 | Cochabamba   | 2               | Argentina · Uruguay              |
| Đại hội Thể thao Trung Mỹ và Caribe 2018 | 20–28 tháng 7          | Barranquilla | 2               | Cuba · México                    |
| Cúp Liên châu Mỹ 2017                    | 5–13 tháng 8           | Lancaster    | 3               | Canada* · Chile (15) · Hoa Kỳ    |
| Tổng cộng                                |                        |              | 8               |                                  |

- Trận đấu loại trực tiếp không được tổ chức và Canada nghiễm nhiên được trao suất tham dự.

## Giải đấu Nam

### Vòng sơ loại

#### Bảng A
| VT | Đội                | ST | T | H | B | BT | BB | HS  | Đ | Giành quyền tham dự |
| -- | ------------------ | -- | - | - | - | -- | -- | --- | - | ------------------- |
| 1  | Argentina          | 3  | 3 | 0 | 0 | 20 | 1  | +19 | 9 | Tứ kết              |
| 2  | Chile              | 3  | 2 | 0 | 1 | 7  | 5  | +2  | 6 | Tứ kết              |
| 3  | Cuba               | 3  | 1 | 0 | 2 | 3  | 15 | −12 | 3 | Tứ kết              |
| 4  | Trinidad và Tobago | 3  | 0 | 0 | 3 | 2  | 11 | −9  | 0 | Tứ kết              |

#### Bảng B
| VT | Đội      | ST | T | H | B | BT | BB | HS  | Đ | Giành quyền tham dự |
| -- | -------- | -- | - | - | - | -- | -- | --- | - | ------------------- |
| 1  | Canada   | 3  | 3 | 0 | 0 | 23 | 2  | +21 | 9 | Tứ kết              |
| 2  | Hoa Kỳ   | 3  | 2 | 0 | 1 | 21 | 5  | +16 | 6 | Tứ kết              |
| 3  | México   | 3  | 1 | 0 | 2 | 10 | 12 | −2  | 3 | Tứ kết              |
| 4  | Perú (H) | 3  | 0 | 0 | 3 | 3  | 38 | −35 | 0 | Tứ kết              |

### Vòng phân hạng
|  | Tứ kết             | Tứ kết    |            |   | Bán kết               | Bán kết               |  |  | Tranh huy chương vàng | Tranh huy chương vàng |
|  |                    |           |            |   |                       |                       |  |  |                       |                       |
|  | 5 tháng 8          |           |            |   |                       |                       |  |  |                       |                       |
|  |                    |           |            |   |                       |                       |  |  |                       |                       |
|  | Argentina          | 14        |            |   |                       |                       |  |  |                       |                       |
|  | Argentina          | 14        | 8 tháng 8  |   |                       |                       |  |  |                       |                       |
|  | Perú               | 1         |            |   |                       |                       |  |  |                       |                       |
|  | Perú               | 1         | Argentina  | 5 |                       |                       |  |  |                       |                       |
|  | 5 tháng 8          |           | Argentina  | 5 |                       |                       |  |  |                       |                       |
|  |                    | Hoa Kỳ    | 0          |   |                       |                       |  |  |                       |                       |
|  | Cuba               | Hoa Kỳ    | 0          | 1 |                       |                       |  |  |                       |                       |
|  | Cuba               |           | 10 tháng 8 | 1 |                       |                       |  |  |                       |                       |
|  | Hoa Kỳ             | 5         |            |   |                       |                       |  |  |                       |                       |
|  | Hoa Kỳ             | 5         | Argentina  | 5 |                       |                       |  |  |                       |                       |
|  | 5 tháng 8          |           | Argentina  | 5 |                       |                       |  |  |                       |                       |
|  |                    | Canada    | 2          |   |                       |                       |  |  |                       |                       |
|  | Chile              | Canada    | 2          | 2 |                       |                       |  |  |                       |                       |
|  | Chile              | 8 tháng 8 |            | 2 |                       |                       |  |  |                       |                       |
|  | México             | 0         |            |   |                       |                       |  |  |                       |                       |
|  | México             | 0         | Chile      | 2 |                       |                       |  |  |                       |                       |
|  | 5 tháng 8          |           | Chile      | 2 |                       |                       |  |  |                       |                       |
|  |                    | Canada    | 3          |   | Tranh huy chương đồng | Tranh huy chương đồng |  |  |                       |                       |
|  | Trinidad và Tobago | Canada    | 3          | 1 | Tranh huy chương đồng | Tranh huy chương đồng |  |  |                       |                       |
|  | Trinidad và Tobago |           | 10 tháng 8 | 1 |                       |                       |  |  |                       |                       |
|  | Canada             | 5         |            |   |                       |                       |  |  |                       |                       |
|  | Canada             | 5         | Hoa Kỳ     | 2 |                       |                       |  |  |                       |                       |
|  |                    |           |            |   |                       |                       |  |  |                       |                       |
|  | Chile              | 1         |            |   |                       |                       |  |  |                       |                       |
|  | Chile              | 1         |            |   |                       |                       |  |  |                       |                       |

### Bảng xếp hạng cuối cùng
| VT | Đội                | Giành quyền tham dự     |
| -- | ------------------ | ----------------------- |
| 1  | Argentina          | Thế vận hội Mùa hè 2020 |
| 2  | Canada             |                         |
| 3  | Hoa Kỳ             |                         |
| 4  | Chile              |                         |
| 5  | Trinidad và Tobago |                         |
| 6  | Cuba               |                         |
| 7  | México             |                         |
| 8  | Perú (H)           |                         |

## Giải đấu Nữ

### Vòng sơ loại

#### Bảng A
| VT | Đội       | ST | T | H | B | BT | BB | HS  | Đ | Giành quyền tham dự |
| -- | --------- | -- | - | - | - | -- | -- | --- | - | ------------------- |
| 1  | Argentina | 3  | 3 | 0 | 0 | 18 | 1  | +17 | 9 | Tứ kết              |
| 2  | Canada    | 3  | 2 | 0 | 1 | 15 | 3  | +12 | 6 | Tứ kết              |
| 3  | Uruguay   | 3  | 1 | 0 | 2 | 8  | 8  | 0   | 3 | Tứ kết              |
| 4  | Cuba      | 3  | 0 | 0 | 3 | 2  | 31 | −29 | 0 | Tứ kết              |

#### Bảng B
| VT | Đội      | ST | T | H | B | BT | BB | HS  | Đ | Giành quyền tham dự |
| -- | -------- | -- | - | - | - | -- | -- | --- | - | ------------------- |
| 1  | Hoa Kỳ   | 3  | 3 | 0 | 0 | 17 | 2  | +15 | 9 | Tứ kết              |
| 2  | Chile    | 3  | 2 | 0 | 1 | 17 | 4  | +13 | 6 | Tứ kết              |
| 3  | México   | 3  | 1 | 0 | 2 | 4  | 7  | −3  | 3 | Tứ kết              |
| 4  | Perú (H) | 3  | 0 | 0 | 3 | 0  | 25 | −25 | 0 | Tứ kết              |

### Vòng phân hạng
|  | Tứ kết    | Tứ kết    |           |   | Bán kết               | Bán kết               |  |  | Tranh huy chương vàng | Tranh huy chương vàng |
|  |           |           |           |   |                       |                       |  |  |                       |                       |
|  | 4 August  |           |           |   |                       |                       |  |  |                       |                       |
|  |           |           |           |   |                       |                       |  |  |                       |                       |
|  | Argentina | 21        |           |   |                       |                       |  |  |                       |                       |
|  | Argentina | 21        | 6 tháng 8 |   |                       |                       |  |  |                       |                       |
|  | Perú      | 0         |           |   |                       |                       |  |  |                       |                       |
|  | Perú      | 0         | Argentina | 3 |                       |                       |  |  |                       |                       |
|  | 4 August  |           | Argentina | 3 |                       |                       |  |  |                       |                       |
|  |           | Chile     | 1         |   |                       |                       |  |  |                       |                       |
|  | Uruguay   | Chile     | 1         | 0 |                       |                       |  |  |                       |                       |
|  | Uruguay   |           | 9 tháng 8 | 0 |                       |                       |  |  |                       |                       |
|  | Chile     | 5         |           |   |                       |                       |  |  |                       |                       |
|  | Chile     | 5         | Argentina | 5 |                       |                       |  |  |                       |                       |
|  | 4 August  |           | Argentina | 5 |                       |                       |  |  |                       |                       |
|  |           | Canada    | 1         |   |                       |                       |  |  |                       |                       |
|  | Canada    | Canada    | 1         | 9 |                       |                       |  |  |                       |                       |
|  | Canada    | 6 tháng 8 |           | 9 |                       |                       |  |  |                       |                       |
|  | México    | 0         |           |   |                       |                       |  |  |                       |                       |
|  | México    | 0         | Canada    | 2 |                       |                       |  |  |                       |                       |
|  | 4 August  |           | Canada    | 2 |                       |                       |  |  |                       |                       |
|  |           | Hoa Kỳ    | 0         |   | Tranh huy chương đồng | Tranh huy chương đồng |  |  |                       |                       |
|  | Cuba      | Hoa Kỳ    | 0         | 0 | Tranh huy chương đồng | Tranh huy chương đồng |  |  |                       |                       |
|  | Cuba      |           | 9 tháng 8 | 0 |                       |                       |  |  |                       |                       |
|  | Hoa Kỳ    | 9         |           |   |                       |                       |  |  |                       |                       |
|  | Hoa Kỳ    | 9         | Chile     | 1 |                       |                       |  |  |                       |                       |
|  |           |           |           |   |                       |                       |  |  |                       |                       |
|  | Hoa Kỳ    | 5         |           |   |                       |                       |  |  |                       |                       |
|  | Hoa Kỳ    | 5         |           |   |                       |                       |  |  |                       |                       |

### Bảng xếp hạng cuối cùng
| Thứ hạng | Đội tuyển |
| -------- | --------- |
|          | Argentina |
|          | Canada    |
|          | Hoa Kỳ    |
| 4        | Chile     |
| 5        | Uruguay   |
| 6        | México    |
| 7        | Perú      |
| 8        | Cuba      |

     Đủ điều kiện tham dự Thế vận hội Mùa hè 2020